# Anna Sóboleva
Anna Sóboleva –en ruso, Анна Со́болева– (29 de agosto de 1983) es una deportista rusa que compitió en taekwondo. Ganó una medalla de plata en el Campeonato Mundial de Taekwondo de 2009, en la categoría de –49 kg.

## Palmarés internacional
| Campeonato Mundial | Campeonato Mundial     | Campeonato Mundial | Campeonato Mundial |
| Año                | Lugar                  | Medalla            | Categoría          |
| ------------------ | ---------------------- | ------------------ | ------------------ |
| 2009               | Copenhague (Dinamarca) | Medalla de plata   | –49 kg             |